# Bror Julius Nordfeldt
Bror Julius Olsson Nordfeldt, född 13 april 1878 i Södra Sallerup, Jonstorp, Malmöhus län, död 21 april 1955 i Henderson, Texas, var en svensk-amerikansk målare, grafiker och konstpedagog.
Han var son till lantbrukaren Nils Olsson och Inge Sophie Nordfeldt och gift första gången 1909-1944 med Margaret Doolittle och andra gången från 1944 med Emmy L. Abbott. Han utvandrade med sina föräldrar till Amerika 1891. Han arbetade först som typograf vid augustanasynodens tidning Det rätta hemlandet innan han bestämde sig för att bli konstnär. Han studerade vid Art Institute of Chicago och för Jules Laurens vid Académie Julian i Paris samt därefter vid Oxford Extension College i Reading, England. Efter studierna i Europa återvände han till Amerika 1904 och bosatte sig i Chicago för att 1907 flytta till New York. För att inte bli förväxlad med marinmålaren Albert Julius Olsson antog han sin mors flicknamn när han etablerade sig som konstnär. Han uppfann en ny metod som möjliggjorde flerfärgstryck från ett enda grafiskt blockförlaga som började användas av andra träsnittare och blev därmed efterhand en av Amerikas mest uppmärksammade träsnittare. Tidskriften Harper's Magazine anlitade honom att under en resa till Europa skildra Sveriges märkligaste platser och miljöer från Tyskland, Italien, Marocko och Spanien som skulle publiceras i tidningen tillsammans med artiklar. Under första världskriget var han anlitad som tecknare för olika tidskrifter samt som konsult för kamouflagemålning av olika handelsfartyg. Efter kriget flyttade han till Santa Fé i New Mexico där han var verksam fram till 1937. Han flyttade senare till Lambertville i New Jersey. Han var verksam som lärare vid Utah State College, Wichita Art Association, Minneapolis School of Art 1941-1943 och gästprofessor vid University of Texas. Förutom ett stort antal utställningar i Amerika medverkade han i den svensk-amerikanska utställningen i Göteborg 1923 och i utställningen Moderns amerikansk grafik i Stockholm och Göteborg 1926 samt i utställningen med amerikansk konst på Konstakademien 1930. Hans konst består av porträtt, landskap, genremotiv, mariner, bibliska scener och arkitekturmotiv samt med träsnitt i flera färger. Nordfeldt är representerad vid Nationalmuseum, Nasjonalgalleriet, Metropolitan Museum of Art, Toledo Museum of Art, Bibliothèque d´Art et Archéologie i Paris och New York Public Library.